# اینما کوئستا
اینما کوئستا (اسپانیایی: Inma Cuesta‎؛ زادهٔ ۲۵ ژوئن ۱۹۸۰) بازیگر اهل اسپانیا است. وی از سال ۲۰۰۶ میلادی تاکنون مشغول فعالیت بوده‌است.
از فیلم‌ها یا مجموعه‌های تلویزیونی که وی در آن‌ها نقش داشته‌است، می‌توان به سانحه، واحد ۷، عروس، همه می‌دانند، سه عروسی دیگر، پسرعموها و جولیتا اشاره نمود.